# ローズクラウン/ローズティアラ
ローズクラウン（Rose Crown）およびローズティアラ（Rose Tiara）は、アダルトゲームのブランド。

## 概要
ローズティアラは2007年10月に始動。主に3,000円前後の低価格帯商品をリリースしているが、『淫落の血族 〜禁断の呪縛〜』は9,000円弱のフルプライス商品となっている。ダウンロード版とパッケージ版をリリースしているが、2008年まではDL版が先行発売されており、2009年以降はDL版PK版とも同日発売となっている。また、『ロイヤルスレイブ』および『人妻巨乳三姉妹』では、章ごとの先行ダウンロード販売の後セット商品のパッケージ販売という方式をとっている（各章はダウンロード専売、フルセットはパッケージ専売）。ローズティアラ作品のDVDPG版については、BLACKRAINBOW DVDPG Divisionレーベルより発売されている。
ローズクラウンは2009年8月に始動。ローズティアラの派生ブランドとして、主にフルプライス商品をリリースしている。
2011年に『セーラー服心療妻科』を原作とするアダルトアニメ2作品（前編・後編）がバニラから発売された。
2012年に『Bloods 〜淫落の血族2〜』を原作とするアダルトアニメ2作品（「ミニ・美咲〜意地っ張りなニーソ〜」「天然クール・香夜〜妖艶に拗ねて甘える黒髪ロング♥〜」）がPoROre:から発売された。

## 作品一覧

### ローズティアラ
- 2007年10月26日 - 校内えっち 妹孕ませ特別授業（PK版：11月9日発売）
- 2007年11月09日 - 嫁ぐるい 〜義父との秘密の関係〜（PK版：11月30日発売）
- 2007年12月07日 - 教え子の誘惑 〜家庭教師淫猥レッスン〜（PK版：12月21日発売）
- 2007年12月28日 - 乱母 〜未亡人母の熟れた肉体〜（PK版：2008年1月25日発売）
- 2008年02月15日 - 監禁アイドルリサイタル 〜アイドル陵辱日記〜（PK版：2月29日発売）
- 2008年03月14日 - おしかけ御奉仕! 〜僕のHなメイドさん〜（PK版：3月18日発売）
- 2008年09月26日 - 淫落の血族 〜禁断の呪縛〜 ※ローズクラウン『Bloods 〜淫落の血族2〜』と内容に関連性はない。
- 2008年11月28日 - 校内えっち コスプレ会長 輪姦クラブ（PK版：12月12日発売）
- 2009年03月13日 - ロイヤルスレイブ 第一章 恥辱の姫君 ※ダウンロード版専売
- 2009年03月20日 - ロイヤルスレイブ 第二章 囚われの聖女 ※ダウンロード版専売
- 2009年03月27日 - ロイヤルスレイブ 第三章 淫落の王妃 ※ダウンロード版専売
- 2009年03月27日 - ロイヤルスレイブ ※パッケージ版専売・セット商品
- 2009年04月10日 - ドキドキ痴漢電車 〜ボクと彼女のヒミツな関係〜
- 2009年11月27日 - 姉妻 〜姉弟相姦遊戯〜
- 2009年12月11日 - 完熟姉妹淫辱痴漢電車 〜囚われた美人姉妹〜
- 2010年08月13日 - お姉ちゃんメイドのご奉仕タイム 〜秘密なんだからね〜
- 2010年08月27日 - らぶいも 〜お兄ちゃんエッチしよ〜
- 2010年09月10日 - 人妻巨乳三姉妹 〜第一章 次女 香苗〜 ※ダウンロード版専売
- 2010年09月17日 - 人妻巨乳三姉妹 〜第二章 三女 美咲〜 ※ダウンロード版専売
- 2010年09月24日 - 人妻巨乳三姉妹 〜最終章 長女 紗江〜 ※ダウンロード版専売
- 2010年09月24日 - 人妻巨乳三姉妹 ※パッケージ版専売・セット商品
- 2010年10月24日 - ツンデレついんず水泳部 〜オトナのレッスンしてください♥〜

※ローズティアラ各タイトルについては特記なき場合はダウンロード版･パッケージ版とも同日発売。

### ローズクラウン
- 2009年08月28日 - セーラー服心療妻科 〜内緒のえっちなカウンセリング〜
- 2010年03月26日 - ドキドキ痴漢くらぶ 〜ねえ、電車の中でHしよ〜
- 2010年06月25日 - ぼくらの孕孕スクールライフ 〜クラス全員中出し完了〜
- 2010年07月30日 - 娼母清華 〜背徳の交わり〜
- 2010年09月24日 - Bloods 〜淫落の血族2〜 ※ローズティアラ『淫落の血族 〜禁断の呪縛〜』と内容に関連性はない。

※ローズクラウン各タイトルについてはダウンロード版･パッケージ版ともすべて同日発売。

## 主なスタッフ
| 原画 - ホルモン恋次郎 - 一河のあ - みかづきあきら - 石井彰 - あきのしん - 安藤智也 - りゅうき夕海 - にのぜん - まだら | シナリオ - 岡下誠 - 不二川“でぇすて”巴人 - 東人 - 天崎カケル - 一砂 - 早川清子 - かすか量 - 橋野次郎 - 姫川広明 - 剣崎竜 - ツンデレついんず制作委員会（非公開） - よこよこ - 後馬久人 |